# Samantha Potter
Samantha Tamara Potter, född 20 januari 1990 i Woodland Hills i Kalifornien, är en amerikansk fotomodell. Hon var med i säsong elva av America's Next Top Model där hon slutade på en andraplats efter vinnaren McKey Sullivan.